# Транішу
Транішу (рум. Tranișu) — село у повіті Клуж в Румунії. Входить до складу комуни Поєнь.
Село розташоване на відстані 369 км на північний захід від Бухареста, 58 км на захід від Клуж-Напоки.

## Населення
За даними перепису населення 2002 року у селі проживали 492 особи, з них 490 осіб (99,6%) румунів. Рідною мовою 490 осіб (99,6%) назвали румунську.